# یواس‌اس ناباک (۱۸۶۴)
یواس‌اس ناباک (۱۸۶۴) (به انگلیسی: USS Naubuc (1864)) یک کشتی بود که طول آن ۲۲۵ فوت (۶۹ متر) بود. این کشتی در سال ۱۸۶۴ ساخته شد.